# Robert Stripling
Robert Stripling (* 1989 in Berlin) ist ein deutscher Schriftsteller.

## Leben
Stripling studierte Philosophie und Kunstgeschichte an der Goethe-Universität in Frankfurt am Main. Nach Mitarbeit an Theaterproduktionen bereits während der Schulzeit folgten Kabarettauftritte, u. a. mit Friedhelm Kändler. Stripling erhielt verschiedene Stipendien und Auszeichnungen für seine literarische Arbeit. Seit 2018 leitet er Schüler-Workshops der Reihe „Lautschriften“, durchgeführt vom Hessischen Literaturforum e.V. Er lebt und arbeitet in Edenkoben.

## Auszeichnungen

### Preise
- 2023: Licher Literaturpreis[1]
- 2023: Förderpreis zum Heimrad Bäcker-Preis
- 2023: Wolfgang Weyrauch-Förderpreis
- 2014: Lyrikpreis des Open Mike

### Stipendien/Auszeichnungen
- 2025: Arbeitsstipendium des Deutschen Literaturfonds e.V.[2]
- 2023: Burgund-Literatur-Stipendium
- 2023: Longlist der schönsten deutschen Bücher der Stiftung Buchkunst (für: Unter Stunden. Album I, gemeinsam mit Andreas Töpfer)
- 2022: SWR-Bestenliste (für: Unter Stunden. Album I)
- 2019: Aufenthaltsstipendium Herrenhaus Edenkoben
- 2018: Stipendiat der Schreibwerkstatt der Jürgen Ponto-Stiftung
- 2018: Land in Sicht-Aufenthaltsstipendium
- 2017: Stipendiat der Prosawerkstatt des Literarischen Colloqiums Berlin
- 2013: Teilnehmer beim ZDFkultur-Projekt „Radikal Büchner“
- 2008, 2009: Teilnahme an Schreibwerkstätten des Literaturbüros Mainz
- 2008: Einladung zum Treffen Junger Autoren

## Veröffentlichungen

### Einzelveröffentlichungen
- 2022: Unter Stunden. Album I (Prosa und Fotografien), kookbooks, Berlin, ISBN 978-3-948336-07-3.
- 2018: Verpasste Hauptwerke (Herausgeberfiktion), mikrotext-Verlag, Berlin, ISBN 978-3-944543-68-0.

### Sonstige Veröffentlichungen (Auswahl)
- 2022: Auszug aus: Über Flüche, Prosa, in: Jahrbuch der Lyrik 2022, Schöffling & co., Frankfurt am Main, ISBN 978-3-89561-503-0.
- 2020: Aus der Bleiwüste, Essay, in: Literaturbote 137, ISSN 1617-6871.
- 2019: Auszug aus: Unter Stunden, Prosa, in: Jahrbuch der Lyrik 2019, Schöffling, Frankfurt am Main, ISBN 978-3-89561-682-2.
- 2018: Nachwort, zu Von Arten und Weisen. Ein Poem von Oleg Jurjew, Gutleut Verlag, Frankfurt am Main, ISBN 978-3-936826-89-0.
- 2018: Prosagedichte, in: Die Mayröcker-Variationen, Literaturbote 131/132, Frankfurt am Main, ISSN 1617-6871.
- 2018: Auszug aus: Unter Stunden, Prosa, in: Sprache im technischen Zeitalter, 225, März, 56. Jahrgang, Berlin, ISBN 978-3-412-51174-6.
- 2018: Auszug aus: Unter Stunden, Prosa, in: Manuskripte. Zeitschrift für Literatur, Ausgabe 219, Graz, ISSN 0025-2638.
- 2017: Auszug aus: was dichtung sei, Gedichte, in: KWER – Magazin der Abstraktion No.3, Berlin, ISBN 978-3-9817993-2-3.
- 2017: Auszug aus: Unter Stunden, in: Neue Rundschau, Heft 17/02, Frankfurt am Main, ISSN 0028-3347.
- 2016: Auszüge aus: Unter Stunden, in: Bayer, Anja und Seel, Daniela (Hg.): All dies hier, Majestät, ist deins. Lyrik im Anthropozän, kookbooks, Berlin, ISBN 978-3-937445-80-9.
- 2016: Sich seiner Absichten erinnern, Gedicht, in: www.hundertvierzehn.de von S.Fischer
- 2014: Prosagedichte, in: Open Mike – die 22 Finaltexte, München, 2014, ISBN 978-3-86906-709-4.
- 2014: Prosagedichte, in: STILL, Magazin für junge Literatur & Fotografie, Berlin/New York, ISSN 2196-4580.
- 2013: Aus den Ampere-Heften, in: Bella Triste Nr. 37, Hildesheim, ISSN 1618-1727.
- 2009: Mülltüten, Kurzprosa, in: Barbara T. Pohle / Peter Grosz (Hg.), während du wegsiehst, Brandes & Apsel, Frankfurt am Main, 2010, ISBN 3-86099-587-1.